# Alejandro Iturbe
Alejandro Iturbe Encabo (Madrid, 2 de septiembre de 2003) es un futbolista español que juega de portero en el Elche C. F. de la Primera División de España.

## Trayectoria
Fue considerado como una promesa del Atlético Madrid. Dejó este club en julio de 2025 después de ser traspasado al Elche C. F. y firmar hasta junio de 2029.

## Estilo de juego
Es famoso por sus reflejos.

## Vida personal
Es seguidor del Atlético de Madrid.

## Estadísticas

### Clubes
Actualizado al último partido disputado el 24 de mayo de 2025.
| Atlético de Madrid "B" · España       | 2.ª F         | 2022-23       | 22 | 19 | — | — | — | — | 22 | 19 |
| Atlético de Madrid "B" · España       | 1.ª F         | 2023-24       | 32 | 34 | — | — | — | — | 32 | 34 |
| Atlético de Madrid "B" · España       | 1.ª F         | 2024-25       | 34 | 33 | — | — | — | — | 34 | 33 |
| Atlético de Madrid "B" · España       | Total club    | Total club    | 88 | 86 | 0 | 0 | 0 | 0 | 88 | 86 |
| Total carrera                         | Total carrera | Total carrera | 88 | 86 | 0 | 0 | 0 | 0 | 88 | 86 |
| (1) Hace referencia a goles encajados |               |               |    |    |   |   |   |   |    |    |